# Bundi (ciutat)
Bundi (hindi बूंदी) és una ciutat i municipalitat del Rajasthan, capital del districte de Bundi, amb una població al cens del 2001 de 88.313 habitants (1901: 19.313; 1881: 20.744). El seu nom derivaria d'un cap mina anomenat Bunda, a un net del qual li va arrabassar Rao Dewa vers 1342.

## Història
Vegeu Bundi

## Llocs interessants
- Fort Taragarh (Fort de l'Estel)
- Palau de Bundi

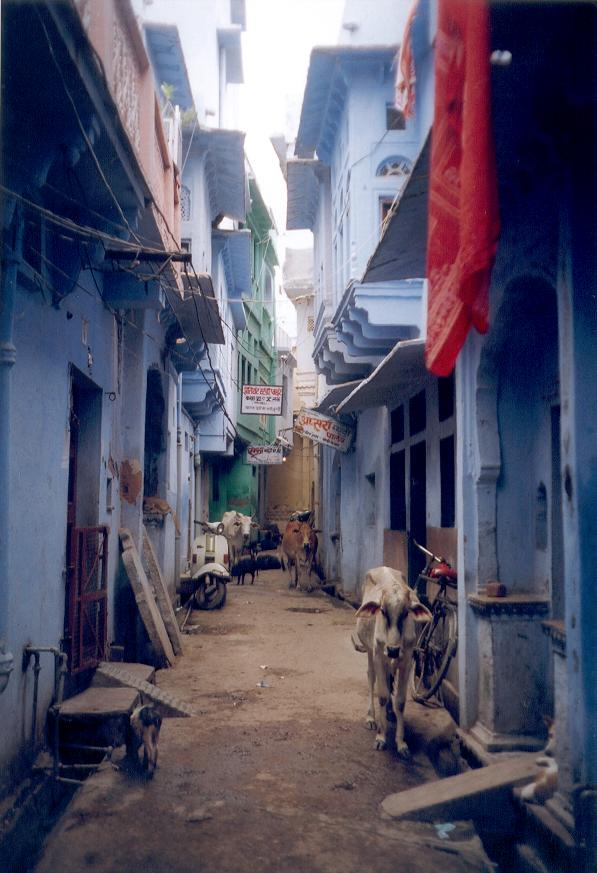
Ciutat vella

- Baori de Bundi, de 46 metres de profunditatm datat el 1699
- Nawal Sagar, llac artificial al centre de Bundi amb temples a les illes del llac
- Nagar Sagar, fonts bessones
- Dabhai Kund, el més gran dels kunds (estanys) de Bundi
- Sukh Mahal
- Llac Jait Sagar
- Phool Sagar
- Kshar Bagh
- Chaurasi Khambon ki Chhatri (Cenotafi dels 80 pilars)
- Els pous (uns cinquanta)

## Llocs propers

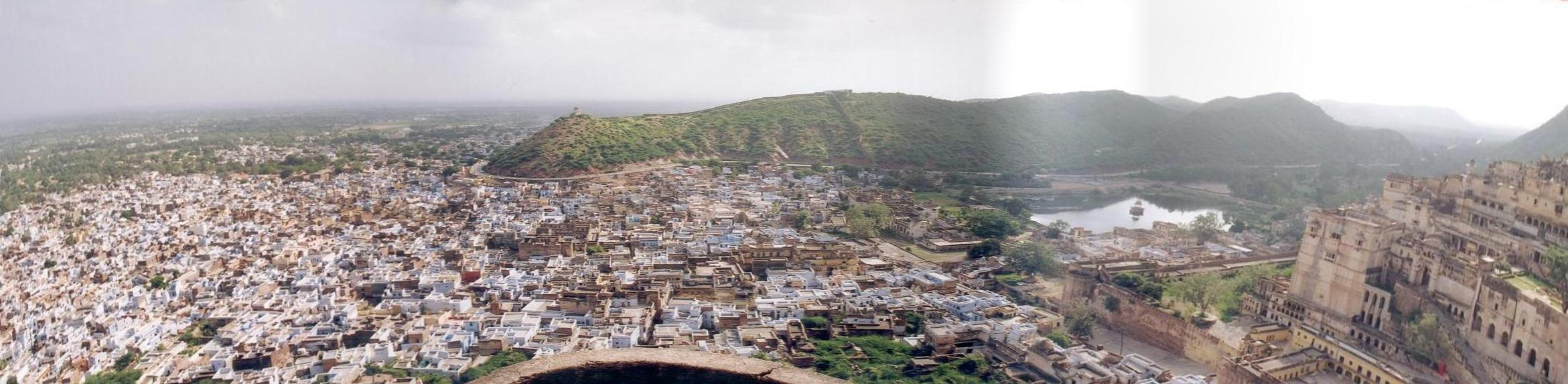
Panoràmica

- Kedareshwar Dham (Bag Ganga)
- Keshoraipatan
- Ramgarh
- Bijolia
- Menal
- Talwas
- Rameshwaram
- Dugari
- Indragarh
- Namana
- Bardha Dam